# Periostoma flabellatum
Periostoma flabellatum là một loài ruồi trong họ Tachinidae.